# Henri de Bourbon-Parme
Titre
Héritier présomptif du duché de Parme et Plaisance
27 mars 1854 – 15 septembre 1859
(5 ans, 5 mois et 19 jours)
Henri Charles Louis Georges Abraham Paul Marie de Bourbon, prince de Parme, comte de Bardi ou Henri de Bourbon-Parme (né le 12 février 1851 à Parme et mort le 14 avril 1905  à Menton), est un prince d'un ancien État de la péninsule italienne.

## Biographie

### Les tribulations de la famille ducale de Parme

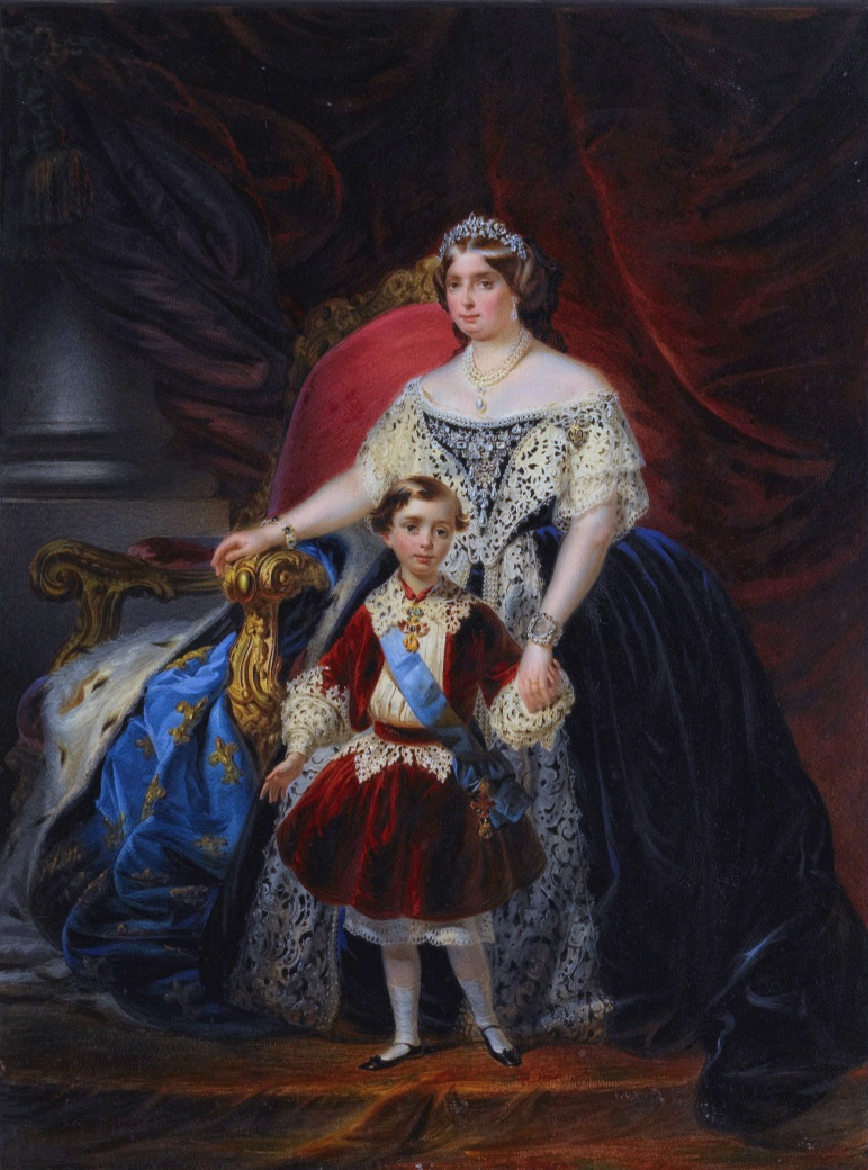
La régente Louise et son fils aîné, Robert Ier, duc de Parme (1854)

Second fils et quatrième enfant du duc Charles III de Parme et de Louise d'Artois, petite-fille de France, le prince naît au palais ducal de Parme le 12 février 1851. Le nourrisson reçoit le prénom de son oncle maternel et parrain, le « comte de Chambord », chef de la Maison de Bourbon et prétendant au trône de France sous le nom d'« Henri V », ainsi que le titre de comte de Bardi.
Il est le benjamin d'une fratrie de quatre enfants comprenant : Marguerite, née en 1847, Robert, héritier du trône, né en 1848, et Alice née en 1849.
Le duc Charles III, père du petit prince, règne depuis 1849, année où la révolution provoqua l'abdication de son père le duc Charles II. Protégé par l'Autriche, il mène une politique conservatrice impopulaire. Il est assassiné en 1854 alors que le comte de Bardi est âgé de 3 ans.
Le prince Robert, frère aîné du comte de Bardi, monte sur le trône. Il a 5 ans et la duchesse douairière Louise assume la régence.

### Les tribulations de la famille royale de France
Le duchesse Louise, née en 1819, est la petite-fille de Charles X, le dernier roi de France et de Navarre, dont le trône fut renversé par l'émeute populaire de 1830 qui instaura la monarchie de Juillet et proclama roi des Français le duc d'Orléans, chef d'une branche cadette de la maison de France. Depuis lors, les relations entre les Bourbons et les Orléans se sont distendues.
Le dauphin avait, sur l'ordre de son père, renoncé à ses droits au trône de France le 2 août 1830 en faveur de son jeune neveu, le duc de Bordeaux (depuis « comte de Chambord »), frère de Louise, avec le vain espoir que celui-ci soit proclamé roi par les chambres. Celui que les henriquinquistes considérèrent alors comme le nouveau prétendant au trône, avait 9 ans. La dauphine, seule survivante des enfants des défunts Louis XVI et Marie-Antoinette, le couple royal exécuté par la France révolutionnaire, était considérée par Bonaparte comme le « seul homme de la famille ».
Les parents de la duchesse douairière de Parme sont le duc de Berry – second fils du roi Charles X – et Marie-Caroline des Deux-Siciles, une cousine utérine de la dauphine.
Dernier espoir de la branche aînée de la dynastie française, en raison de sa possibilité d'engendrer des mâles (le roi était trop vieux et le dauphin, stérile[réf. nécessaire]), le duc de Berry avait été assassiné à Paris en 1820 peu après la naissance de la princesse. La naissance du futur « comte de Chambord » sept mois plus tard avait été interprétée par les partisans de la monarchie comme un miracle. Cependant la dynastie avait été renversée en 1830 et remplacée par la branche cadette d'Orléans. La famille royale avait quitté la France. La duchesse de Berry avait tenté de soulever le Bordelais en 1832, mais avait été capturée par la police de l'ex-duc d'Orléans qui par une ironie de l'histoire était un de ses oncles maternels par alliance. Incarcérée à la citadelle de Blaye, la jeune veuve y avait donné le jour à une petite fille qu'elle prétendit être issue d'un remariage secret. Le scandale fut grand. Par son remariage, l'ex-duchesse de Berry s'exclut de la famille royale déchue, et l'éducation de ses enfants fut confiée par Charles X à la dauphine Marie-Thérèse.
Cependant l'avenir du prince Henri et de la princesse Louise était incertain. L'exil leur avait ôté toute possibilité de jouer un rôle digne de leur rang. Leur vie semblait être vouée à la solitude et à l'ennui. La dauphine ne se soumit pas à ce coup du destin. Elle usa de son entregent pour marier Louise qui avait déjà 26 ans à une future tête couronnée : Charles de Bourbon à qui était promis le duché de Parme, sur lequel avait régné ses ancêtres depuis 1748. Ainsi Louise, conformément au rang que lui avait donné sa naissance  porterait une couronne, ce qui arriva en 1849. La dauphine s'éteignit en 1851, l'année même où naquit le comte de Bardi. La duchesse Louise fut même appelée à exercer le pouvoir lorsque l'assassinat de son mari l'obligea à assumer la régence pour son fils.

### Les tribulations italiennes du duché de Parme

Henri d'Artois, « comte de Chambord », oncle et tuteur des princes de Parme

La régence ne dura que quelques années. En 1859, le duché de Parme fut envahi par les troupes du roi Victor-Emmanuel II de Sardaigne et rattaché au nouveau royaume d'Italie.
La duchesse, après s'être réfugiée avec sa famille dans le Royaume lombardo-vénitien des Habsbourg-Lorraine, puis en Suisse, protesta depuis Zurich des droits de son fils. Le duché de Modène voisin, le grand-duché de Toscane et le royaume des Deux-Siciles subirent le même sort et leurs princes se réfugièrent en Autriche où régnait leur parent et protecteur l'empereur François-Joseph Ier. La duchesse douairière de Parme mourut en 1864 après avoir confié ses enfants à son frère le « comte de Chambord ».

### Les tribulations de la vie conjugale

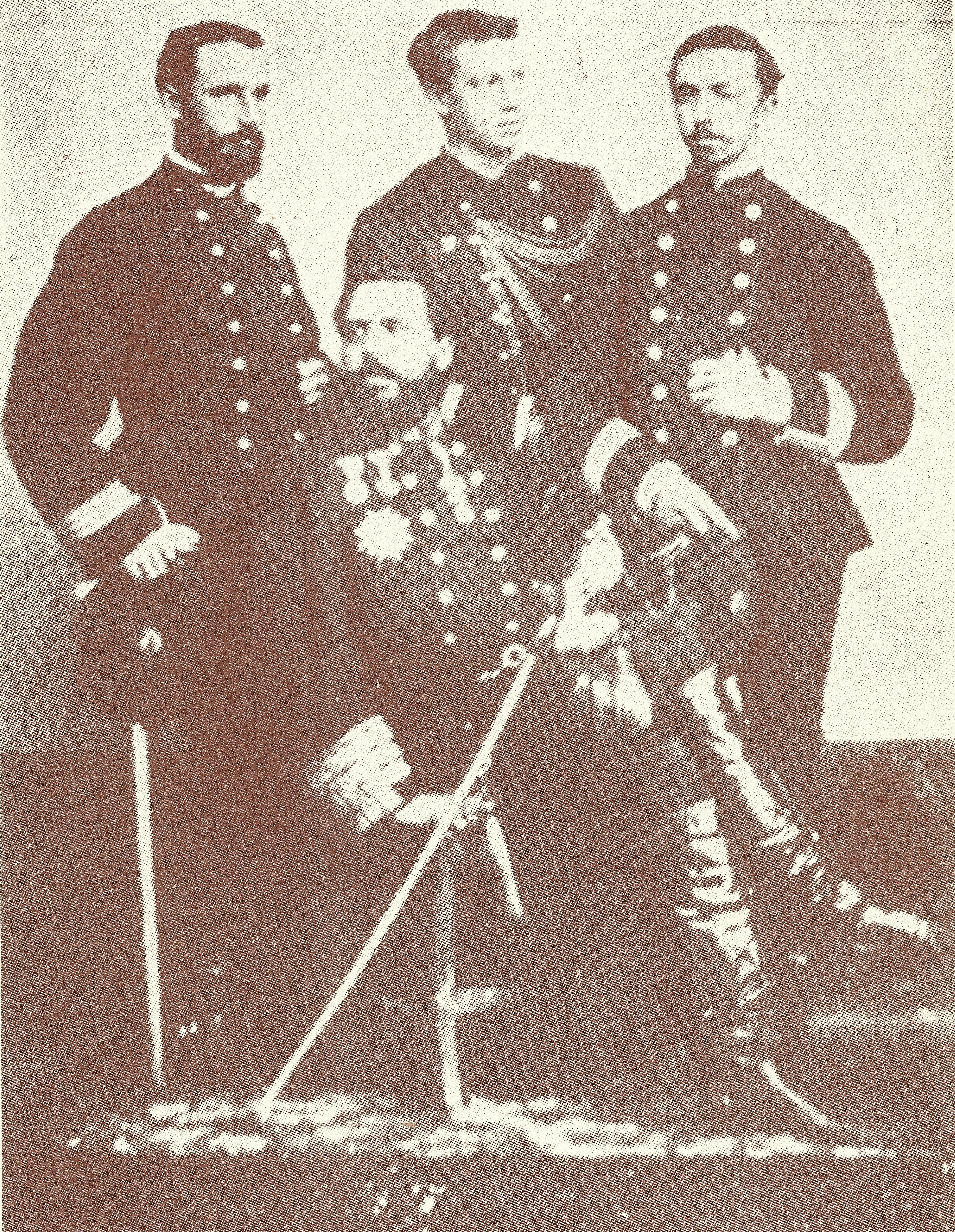
Le prétendant carliste « Charles VII » avec des parents Bourbons, son cousin, le comte de Caserte et ses beaux-frères, le comte de Bardi (au centre) et le duc Robert Ier de Parme, princes en exil en quête d'un idéal. (1875)

En ce dix-neuvième siècle déchiré entre conservateurs et libéraux, la famille ducale de Parme, soutenait ouvertement les mouvements conservateurs et légitimistes.
Le « comte de Chambord » exerçait une profonde influence sur ses neveux et nièces et c'est à Frohsdorf que la princesse Marguerite, aînée des princesses de Parme, épousa  en 1867 le futur prétendant aux trônes espagnol et français, le prince Charles de Bourbon, fils aîné du chef de la branche carliste.
Les liens familiaux autant que leur vision du monde amenèrent l'ex-duc de Parme et le comte de Bardi à participer à la troisième guerre carliste.
La princesse Alice épousa en 1868 l'ex-grand-duc Ferdinand IV de Toscane, cousin et ami proche de l'empereur d'Autriche dont les possessions avait connu le même sort que le duché de Parme en devenant italiennes – sa capitale, Florence, était devenue la capitale du nouveau royaume d'Italie.
L'ancien duc Robert Ier, frère aîné du comte de Bardi, épousa successivement la princesse Marie-Pie des Deux-Siciles qui mourut en 1882 des suites de son douzième accouchement, puis la princesse Marie-Antoinette de Bragance, sœur du prétendant au trône portugais et de la comtesse de Bardi, qui donna également douze enfants à son mari.
Prince en exil, le comte de Bardi suivit les traces de son frère. Il épousa d'abord à Cannes le 25 novembre 1873 la princesse Marie-Louise des Deux-Siciles, sœur de sa belle-sœur, princesse de 18 ans particulièrement pieuse et charitable mais qui mourut pendant leur voyage de noces en France à Pau. Le comte se remaria le 17 octobre 1876 à Salzbourg  avec la princesse Aldegonde de Bragance, sœur du prétendant conservateur au trône portugais.
Aucune des neuf grossesses de la comtesse ne parvint à son terme et le couple n'eut pas d'enfant.
Le comte possédait sur le grand canal de Venise le palais Vendramin où il reçut entre autres le compositeur allemand Richard Wagner, qui y mourut en 1883. À Cannes, il possédait la villa Henri-IV, sur la Croisette.
Le comte mourut en 1905 à Menton ; la comtesse lui survécut plus de quarante ans.

### Source de la traduction
- (it) Cet article est partiellement ou en totalité issu de l’article de Wikipédia en italien intitulé « Enrico Carlo di Borbone-Parma » (voir la liste des auteurs).